# Санту-Ештеван-даш-Галеш
Санту-Ештеван-даш-Галеш (порт. Santo Estêvão das Galés; МФА: [ˈsɐ̃.tu ʃ.ˈte.vɐ̃w dɐʒ gɐ.ˈɫɛʃ]) — парафія в Португалії, у муніципалітеті Мафра. Розташована в західній частині країни, на теренах історичної португальської провінції Ештремадура. Входить до складу округу Лісабон. За адміністративним поділом, чинним до 1976 року, терени парафії були складовою провінції Ештремадура. Належить до Лісабонського патріархату Католицької церкви. Патрон — святий Стефан. Площа — 17,7865 км². Населення — 1709 ос. (2011). Середньо урбанізований регіон. Густота населення — 96,08 осіб/км²
. Код — 110912.

## Населення
| Кількість мешканців | Кількість мешканців | Кількість мешканців | Кількість мешканців | Кількість мешканців | Кількість мешканців | Кількість мешканців | Кількість мешканців | Кількість мешканців | Кількість мешканців | Кількість мешканців | Кількість мешканців | Кількість мешканців | Кількість мешканців | Кількість мешканців |
| ------------------- | ------------------- | ------------------- | ------------------- | ------------------- | ------------------- | ------------------- | ------------------- | ------------------- | ------------------- | ------------------- | ------------------- | ------------------- | ------------------- | ------------------- |
| 1864                | 1878                | 1890                | 1900                | 1911                | 1920                | 1930                | 1940                | 1950                | 1960                | 1970                | 1981                | 1991                | 2001                | 2011                |
| 1 386               | 1 365               | 1 372               | 1 498               | 1 549               | 1 427               | 1 471               | 1 456               | 1 375               | 1 220               | 1 183               | 1 336               | 1 462               | 1 620               | 1 709               |